# Джак Траут
Джак Траут (на английски: Jack Trout) е американски маркетолог. Той е президент на „Траут & партнърс“, маркетингова фирма с главен офис в Олд Гринуич, щата Кънектикът и с офиси в 13 страни.
Разработил жизнения подход в маркетинга, известен като позициониране, той е в основата на някои от най-свежите идеи, въведени в маркетинговото мислене през последните няколко десетилетия.
Заедно с Ал Рийс е автор на класическата за бранша книга „Позиционирането: Битката за вашето съзнание“, публикувана през 1980 г. През 1985 г. пишат втори бестселър със заглавие „Маркетинговата война“. „Позиционирането“ и „Маркетинговата война“ са преведени на 14 езика. През 1984 г. излиза „Маркетинг отгоре надолу“. През 1993 г. книгата им „22 неизменни закона на маркетинга“ се превърна в библия на маркетинга. Тя очертава основните причини защо маркетинговите програми успяха или се провалиха през 1990-те години – времето на ожесточена конкуренция.
Умира от рак на червата на 4 юни 2017 г.